# Vjačeslav Malafeev
Vjačeslav Aleksandrovič Malafeev (in russo Вячеслав Александрович Малафеев?; Leningrado, 4 marzo 1979) è un ex calciatore russo di ruolo portiere.

## Biografia
È stato sposato con Marina Malafeev per dieci anni, fin quando la donna non è deceduta, il 17 marzo del 2011, in seguito a un incidente stradale occorsole alla guida della sua Bentley. La coppia aveva due figli. Il 27 agosto 2012 decide di abbandonare momentaneamente la sua permanenza nella Nazionale russa per accudire i suoi due figli rimasti orfani della madre.

## Carriera

### Club
Malafeev entrò a far parte dello Zenit-2, ossia la squadra giovanile dello Zenit, nel 1997. Ebbe la sua chance in prima squadra nel 1999, quando venne sospeso Ṙoman Berezovski. Divenne il portiere titolare dello Zenit nel 2001, quando Berezovsky abbandonò il club. È stato tra i protagonisti della cavalcata dello Zenit nel 2008 che portò la squadra russa a vincere la Coppa UEFA.

Si è ritirato al termine della stagione 2015-2016, dopo 17 anni di militanza nel club.

### Nazionale
Ha debuttato in Nazionale il 19 novembre 2003, durante una partita di qualificazione al campionato europeo di calcio 2004, nella sfida contro il Galles. Venne convocato per Euro 2004 dopo la sospensione inflitta a Sergei Ovchinnikov. Dopo l'europeo, Malafeev diventò il portiere titolare della selezione russa. A causa di un infortunio nel 2005, però, perse il posto da titolare in favore di Akinfeev ma, a causa questa volta di un infortunio di Akinfeev, tornò titolare in Nazionale.
Ha fatto parte della squadra che si è qualificata per Euro 2008 e che ha disputato il campionato europeo.
L'8 giugno 2012 esordisce da titolare agli Europei nella partita contro la Repubblica Ceca (4-1) subendo una rete dal ceco Václav Pilař.

## Statistiche

### Presenze e reti nei club
| Stagione        | Squadra         | Campionato      | Campionato | Campionato | Coppe nazionali | Coppe nazionali | Coppe nazionali | Coppe continentali | Coppe continentali | Coppe continentali | Altre coppe | Altre coppe | Altre coppe | Totale | Totale |
| Stagione        | Squadra         | Comp            | Pres       | Reti       | Comp            | Pres            | Reti            | Comp               | Pres               | Reti               | Comp        | Pres        | Reti        | Pres   | Reti   |
| --------------- | --------------- | --------------- | ---------- | ---------- | --------------- | --------------- | --------------- | ------------------ | ------------------ | ------------------ | ----------- | ----------- | ----------- | ------ | ------ |
| 2001-2002       | Zenit           | VD              | 36         | -30        | KR              | 0               | 0               | -                  | -                  | -                  | -           | -           | -           | 0      | 0      |
| 2002-2003       | Zenit           | PL              | 29         | -27        | KR              | 0               | 0               | CU                 | 2                  | -4                 | -           | -           | -           | 31     | -31    |
| 2003-2004       | Zenit           | PL              | 27         | -32        | KR              | 0               | 0               | -                  | -                  | -                  | SR          | 0           | 0           | 27     | -32    |
| 2004-2005       | Zenit           | PL              | 38         | -30        | KR              | 0               | 0               | CU                 | 7                  | -8                 | -           | -           | -           | 45     | -38    |
| 2005-2006       | Zenit           | PL              | 19         | -8         | KR              | 0               | 0               | CU                 | 5                  | -7                 | -           | -           | -           | 24     | -15    |
| 2006-2007       | Zenit           | PL              | 30         | -20        | KR              | 0               | 0               | -                  | -                  | -                  | -           | -           | -           | 30     | -20    |
| 2007-2008       | Zenit           | PL              | 30         | -37        | KR              | 0               | 0               | CU                 | 11                 | -9                 | -           | -           | -           | 41     | -46    |
| 2008-2009       | Zenit           | PL              | 28         | -24        | KR              | 0               | 0               | UCL+CU             | 6+4                | -7 + -4            | SR+SU       | 0+1         | 0 + -1      | 39     | -36    |
| 2009-2010       | Zenit           | PL              | 21         | -9         | KR              | 3               | -1              | UEL                | 1                  | -4                 | -           | -           | -           | 25     | -14    |
| 2010-2011       | Zenit           | PL              | 41         | -37        | KR              | 1               | -2              | UCL+UEL            | 4+7                | -2 + -11           | SR          | 1           | 0           | 54     | -52    |
| 2011-2012       | Zenit           | PL              | 41         | 0          | KR              | 1               | -1              | UCL                | 7                  | -7                 | -           | -           | -           | 9      | -8     |
| 2012-2013       | Zenit           | PL              | 26         | -25        | KR              | 4               | -2              | UCL+UEL            | 6+3                | -9 + -5            | SR          | 1           | -2          | 40     | -43    |
| 2013-2014       | Zenit           | PL              | 1          | 0          | KR              | 0               | 0               | UCL                | 1                  | -1                 | SR          | 0           | 0           | 2      | -1     |
| 2014-2015       | Zenit           | PL              | 2          | 0          | KR              | 2               | -4              | UCL+UEL            | 0                  | 0                  | -           | -           | -           | 2      | -4     |
| 2015-2016       | Zenit           | PL              | 0          | 0          | KR              | 0               | 0               | UCL                | 0                  | 0                  | SR          | 0           | 0           | 0      | 0      |
| Totale carriera | Totale carriera | Totale carriera | 322        | -279       |                 | 11              | -10             |                    | 64                 | -78                |             | 3           | -3          | 442    | -370   |

### Cronologia presenze e reti in nazionale
| Cronologia completa delle presenze e delle reti in nazionale ― Russia | Cronologia completa delle presenze e delle reti in nazionale ― Russia | Cronologia completa delle presenze e delle reti in nazionale ― Russia | Cronologia completa delle presenze e delle reti in nazionale ― Russia | Cronologia completa delle presenze e delle reti in nazionale ― Russia | Cronologia completa delle presenze e delle reti in nazionale ― Russia | Cronologia completa delle presenze e delle reti in nazionale ― Russia | Cronologia completa delle presenze e delle reti in nazionale ― Russia |
| Data                                                                  | Città                                                                 | In casa                                                               | Risultato                                                             | Ospiti                                                                | Competizione                                                          | Reti                                                                  | Note                                                                  |
| --------------------------------------------------------------------- | --------------------------------------------------------------------- | --------------------------------------------------------------------- | --------------------------------------------------------------------- | --------------------------------------------------------------------- | --------------------------------------------------------------------- | --------------------------------------------------------------------- | --------------------------------------------------------------------- |
| 19-11-2003                                                            | Cardiff                                                               | Galles                                                                | 0 – 1                                                                 | Russia                                                                | Qual. Euro 2004                                                       | -                                                                     |                                                                       |
| 25-5-2004                                                             | Graz                                                                  | Austria                                                               | 0 – 0                                                                 | Russia                                                                | Amichevole                                                            | -                                                                     | 46’                                                                   |
| 16-6-2004                                                             | Lisbona                                                               | Portogallo                                                            | 2 – 0                                                                 | Russia                                                                | Euro 2004 - 1º turno                                                  | -1                                                                    | 45+2’                                                                 |
| 20-6-2004                                                             | Faro                                                                  | Russia                                                                | 2 – 1                                                                 | Grecia                                                                | Euro 2004 - 1º turno                                                  | -1                                                                    | 88’                                                                   |
| 18-8-2004                                                             | Limassol                                                              | Russia                                                                | 4 – 3                                                                 | Lituania                                                              | Amichevole                                                            | -2                                                                    | 46’                                                                   |
| 4-9-2004                                                              | Mosca                                                                 | Russia                                                                | 1 – 1                                                                 | Slovacchia                                                            | Qual. Mondiali 2006                                                   | -1                                                                    |                                                                       |
| 9-10-2004                                                             | Lussemburgo                                                           | Lussemburgo                                                           | 0 – 4                                                                 | Russia                                                                | Qual. Mondiali 2006                                                   | -                                                                     |                                                                       |
| 13-10-2004                                                            | Lisbona                                                               | Portogallo                                                            | 7 – 1                                                                 | Russia                                                                | Qual. Mondiali 2006                                                   | -7                                                                    |                                                                       |
| 17-11-2004                                                            | Krasnodar                                                             | Russia                                                                | 4 – 0                                                                 | Estonia                                                               | Qual. Mondiali 2006                                                   | -                                                                     |                                                                       |
| 9-2-2005                                                              | Cagliari                                                              | Italia                                                                | 2 – 0                                                                 | Russia                                                                | Amichevole                                                            | -2                                                                    |                                                                       |
| 26-3-2005                                                             | Vaduz                                                                 | Liechtenstein                                                         | 1 – 2                                                                 | Russia                                                                | Qual. Mondiali 2006                                                   | -1                                                                    |                                                                       |
| 2-6-2007                                                              | San Pietroburgo                                                       | Russia                                                                | 4 – 0                                                                 | Andorra                                                               | Qual. Euro 2008                                                       | -                                                                     |                                                                       |
| 6-6-2007                                                              | Zagabria                                                              | Croazia                                                               | 0 – 0                                                                 | Russia                                                                | Qual. Euro 2008                                                       | -                                                                     |                                                                       |
| 8-9-2007                                                              | Mosca                                                                 | Russia                                                                | 3 – 0                                                                 | Macedonia                                                             | Qual. Euro 2008                                                       | -                                                                     | 70’                                                                   |
| 12-9-2007                                                             | Londra                                                                | Inghilterra                                                           | 3 – 0                                                                 | Russia                                                                | Qual. Euro 2008                                                       | -3                                                                    |                                                                       |
| 4-6-2008                                                              | Burghausen                                                            | Russia                                                                | 4 – 1                                                                 | Lituania                                                              | Amichevole                                                            | -1                                                                    |                                                                       |
| 29-3-2011                                                             | Doha                                                                  | Qatar                                                                 | 1 – 1                                                                 | Russia                                                                | Amichevole                                                            | -                                                                     | 46’                                                                   |
| 7-6-2011                                                              | Salisburgo                                                            | Russia                                                                | 0 – 0                                                                 | Camerun                                                               | Amichevole                                                            | -                                                                     | cap.                                                                  |
| 2-9-2011                                                              | Mosca                                                                 | Russia                                                                | 1 – 0                                                                 | Macedonia                                                             | Qual. Euro 2012                                                       | -                                                                     |                                                                       |
| 6-9-2011                                                              | Mosca                                                                 | Russia                                                                | 0 – 0                                                                 | Irlanda                                                               | Qual. Euro 2012                                                       | -                                                                     |                                                                       |
| 7-10-2011                                                             | Žilina                                                                | Slovacchia                                                            | 0 – 1                                                                 | Russia                                                                | Qual. Euro 2012                                                       | -                                                                     |                                                                       |
| 11-10-2011                                                            | Mosca                                                                 | Russia                                                                | 6 – 0                                                                 | Andorra                                                               | Qual. Euro 2012                                                       | -                                                                     |                                                                       |
| 11-11-2011                                                            | Il Pireo                                                              | Grecia                                                                | 1 – 1                                                                 | Russia                                                                | Amichevole                                                            | -                                                                     | 46’                                                                   |
| 25-5-2012                                                             | Mosca                                                                 | Russia                                                                | 1 – 1                                                                 | Uruguay                                                               | Amichevole                                                            | -1                                                                    |                                                                       |
| 1-6-2012                                                              | Zurigo                                                                | Italia                                                                | 0 – 3                                                                 | Russia                                                                | Amichevole                                                            | -                                                                     | 46’                                                                   |
| 8-6-2012                                                              | Cracovia                                                              | Russia                                                                | 4 – 1                                                                 | Rep. Ceca                                                             | Euro 2012 - 1º turno                                                  | -1                                                                    |                                                                       |
| 12-6-2012                                                             | Varsavia                                                              | Polonia                                                               | 1 – 1                                                                 | Russia                                                                | Euro 2012 - 1º turno                                                  | -1                                                                    |                                                                       |
| 16-6-2012                                                             | Varsavia                                                              | Grecia                                                                | 1 – 0                                                                 | Russia                                                                | Euro 2012 - 1º turno                                                  | -1                                                                    |                                                                       |
| 15-8-2012                                                             | Mosca                                                                 | Russia                                                                | 1 – 1                                                                 | Costa d'Avorio                                                        | Amichevole                                                            | -1                                                                    | 59’                                                                   |
| Totale                                                                |                                                                       | Presenze                                                              | 29                                                                    |                                                                       | Reti                                                                  | -24                                                                   |                                                                       |

## Palmarès

### Club

#### Competizioni nazionali
- Coppa di Russia: 3

Zenit: 2002-2003, 2009-2010, 2015-2016
- Campionato russo: 3

Zenit: 2007, 2010, 2014-2015
- Supercoppa di Russia: 3

Zenit: 2008, 2011, 2015

#### Competizioni internazionali
- Coppa UEFA: 1

Zenit: 2007-2008
- Supercoppa UEFA: 1

Zenit: 2008